# طرق مائي

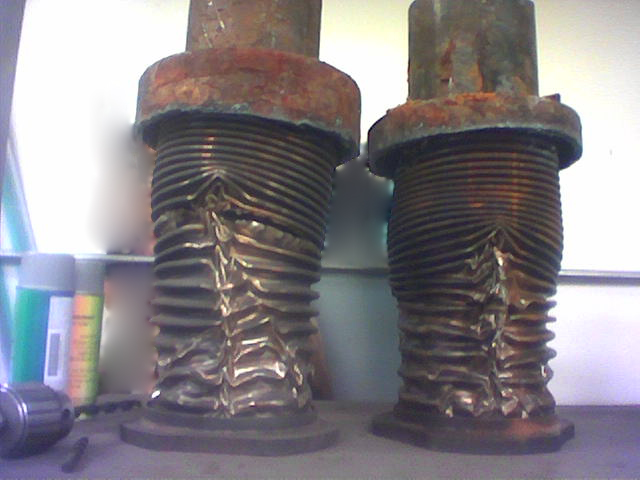

ظاهرة الطرق المائي أو المطرقة المائية (بالإنجليزية: Water hammer)‏هي حدوث تغير فجائي لسرعة السريان في الأنبوب نتيجة إغلاق صمام بصورة فجائية ينتج عنه تحول القدرة الحركية لقدرة ضغط ينجم عنها فرق ضغط ينشأ خلال فترة قصيرة جداً قد يؤدي إلى انفجار الأنبوب (الماسورة).

## أسبابها
تحدث المطرقة المائية دائما عند إغلاق صمام بشكل مفاجئ أو توقف المضخات بشكل مفاجئ وغير متوقع مما يتولد عنه حدوث موجة شديدة خلف المحبس أو المضخة تصل سرعتها في مواسير الحديد إلي 1000 متر/ث وفي مواسير البلاستيك 300 متر/ث. هذة الموجة تؤدي لحدوث مشاكل كبيرة خاصة عند المحبس أو الطلمبة وعند منطقة وسط الماسورة وعند نهاية الماسورة.
فعند المحبس أو المضخة يحدث ضغط سالب كبير في المنطقة بعد الغلق مما يمكن أن يودي لتغيير وانقلاب في شكل العزوم في الماسورة بشكل فجائي مما يسبب اجهادات طرق على الماسورة شديدة جدا وصوت طرقات عال أو تلف في المحابس والمضخات ويحدث على الجانب الآخر ضغط موجب كبير ناتج عن ارتطام التدفق المائي بالمحبس أو المضخة بشكل فجائي وسرعة ارتداد عالية.

### العوامل التي تؤثر في عملية الطرق
- سرعة موجة الطرق (بالإنجليزية: wave velocity)‏
- طول الماسورة بعد المحبس
- ثابت الطلمبة أو ثابت المحبس

### العوامل التي تؤثر في سرعة الموجة
- معامل مرونة السائل
- معامل مرونة الماسورة
- قطر الماسورة
- سمك الماسورة
- كثافة السائل
- معامل خاص بطريقة تثبيت الماسورة من الجانبين
- ضغط الطلمبة(المضخة)
- سرعة المياه في الماسورة و معدل السريان المار بالماسورة
- القصور الذاتي لدوران المضخة
- عدد لفات المضخة RPM

وعن طريق حساب بعض المعاملات التي تربط بين العوامل السابقة هناك اربع جداول Paramkian curves تمكننا من تحديد الفواقد في الطاقة الكلية للسريان نتيجة غلق المحبس أو الطلمبة ويجب أن يكون هذا الفاقد امن والا يتم زيادة سمك الماسورة أو تقليل القطر في حدود السرعات والضواغط المسموحة أو عمل وصلات خرسانيه في مناطق الطرق الشديدة لتدعيم التثبيت للماسورة.

## التغلب على ظاهرة الطرق المائي
يمكن التغلب على ظاهرة الطرق المائي في المواسير الكبيرة عن طريق
- زيادة عدد المحابس مما يقلل طول الماسورة بين كل محبسين
- غلق المحبس ببطئ نسبيا لتجنب سرعات الموجه الكبيرة
- ضمان وجود مصدر تيار كهربي احتياطي للطلمبة في حالة انقطاع التيار
- عمل غرف هواء مضغوط أو ما يعرف ب Air chamber وهو عبارة عن غرفه لمعادلة الضغط السالب في حالة تكونه وله تصميم خاص بجداول ومعادلات
- التاكد من احتمال الماسورة بسمكها ومعامل جسائتها لمقدار الطرق المتوقع